# Ford Versailles
O nome Versailles foi utilizado por dois veículos produzidos pela Ford. A primeira vez foi na França, entre os anos de 1954 e 1957. Posteriormente, entre 1991 e 1996, a Ford do Brasil fabricou um automóvel com o mesmo nome, tendo por base o modelo Santana fabricado pela Volkswagen, através da joint venture Autolatina, criada no ano de 1986 com o objetivo de dividir os custos e aumentar os lucros, compartilhando projetos entre si. Na época em que foi lançado, o Versailles equivalia ao Ford Fusion atual, sendo o sedan mais caro à venda no Brasil pela Ford na década de 1990.

## No Brasil
O Ford Versailles foi produzido nas versões sedan com 2 portas e 4 portas.
Em 1991, quando o Del Rey já se mostrava obsoleto e sentia a forte pressão da concorrência, com o renovado Chevrolet Monza e a chegada do moderno Fiat Tempra, a Ford viu que precisava de um produto mais moderno e competitivo. Por isso, ela atentou-se para os novos VW Santana/Quantum, que acabavam de ser lançados no mercado brasileiro, como sendo a solução de seus problemas em termos de produto.
Sendo assim, em 1991, já como modelo 1992, a Ford lançou no mercado o Ford Versailles, nas versões GL e Ghia, com as motorizações AP 1800 e 2000 (álcool e a gasolina). Na versão GL, o sedan poderia ser equipado com ambas as motorizações (álcool e gasolina) e AP 2.0i gasolina para o modelo Ghia.
Um detalhe importante e bastante curioso é que o Versailles, assim como a perua Royale, eram fabricados na planta da Volkswagen localizada às margens da Rodovia Anchieta no município de São Bernardo do Campo-SP na mesma linha de montagem de Santana/Quantum, e não na planta da Ford (desativada em 2019), situada no mesmo município e que produzia para a VW os modelos Apollo, Logus e Pointer, na mesma linha de montagem do Escort e Verona.
O Versailles era quase irmão gêmeo do VW Santana, cujas únicas diferenças externas significativas eram as colunas "C" em preto fosco, as lanternas e tampa traseira diferenciadas e os faróis e grade dianteira. Internamente, o carro possuía um acabamento mais conservador e estofamento com espuma de menor densidade, característica dos carros Ford, o painel também tinha desenho exclusivo, embora o quadro de instrumentos fosse muito parecido com o do VW Santana.
A versão Ghia primava pelos luxos e equipamentos de conforto e segurança, como teto solar elétrico a partir de 1994, câmbio automático e ABS (ainda longe de fazerem parte dos carros nacionais).
O Versailles, em sua versão Ghia, foi o primeiro modelo da Ford equipado com Injeção Eletrônica em 1991. O motor era o VW AP2000i, originado do Gol GTi e que passou a equipar  também o Santana em sua versão "Executivo" de 1990 e posteriormente a versão GLS em 1991. A partir de 1993 esse mesmo motor AP2000i passou a ser oferecido na versão 2.0i GL.
A partir de 1993, o Versailles em sua versão GL com motor AP1800 passou a oferecer injeção eletrônica single point fabricada pela própria Ford, apenas para o modelo movido a gasolina. A partir de 1994 passou a oferecer também para os motores movidos a alcool, aposentando de vez o carburador. Nesse mesmo ano, o motor AP2000i ganhou um novo sistema de alimentação, totalmente digital. Saiu a injeção eletrônica Bosch LE-Jetronic analógica e entrou a totalmente digital FIC modelo EEC-IV, tanto para gasolina, quanto para alcool.
Em 1996, já perto de ser descontinuado com o fim da Autolatina, recebeu algumas modificações externas, como apliques menores nas lanternas traseiras, aerofólio e grade oval na frente, sendo essas as únicas alterações estéticas que o Versailles sofreu enquanto esteve no mercado, sendo substituído no ano seguinte pelo Ford Mondeo.

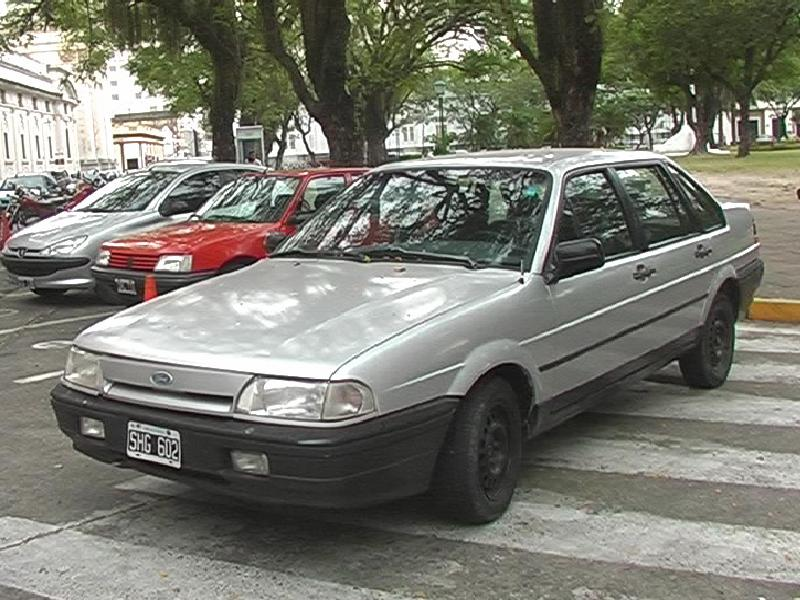
Ford Versailles na Argentina onde foi comercializado como Ford Galaxy

## Versões
- GL 1.8/1.8i (2 e 4 portas)
- GL 2.0/2.0i (2 e 4 portas)
- Ghia 2.0/2.0i (2 e 4 portas)